# Зиммербак
Зиммерба́к (фр. Zimmerbach) — коммуна на северо-востоке Франции в регионе Гранд-Эст (бывший Эльзас — Шампань — Арденны — Лотарингия), департамент Верхний Рейн, округ Кольмар — Рибовилле, кантон Вендзенем. До марта 2015 года коммуна в составе кантона Вендзенем административно входила в округ Кольмар.
Площадь коммуны — 2,26 км², население — 880 человек (2006) с тенденцией к стабилизации: 877 человек (2012), плотность населения — 388,1 чел/км².

## Население
Численность населения коммуны в 2011 году составляла 850 человек, а в 2012 году — 877 человек.
| 1962 | 1968 | 1975 | 1982 | 1990 | 1999 | 2006 | 2008 | 2011 | 2012 |
| ---- | ---- | ---- | ---- | ---- | ---- | ---- | ---- | ---- | ---- |
| 379  | 383  | 612  | 652  | 709  | 857  | 880  | 865  | 850  | 877  |

Динамика населения:

## Экономика
В 2010 году из 557 человек трудоспособного возраста (от 15 до 64 лет) 402 были экономически активными, 155 — неактивными (показатель активности 72,2 %, в 1999 году — 73,6 %). Из 402 активных трудоспособных жителей работали 380 человек (200 мужчин и 180 женщин), 22 числились безработными (8 мужчин и 14 женщин). Среди 155 трудоспособных неактивных граждан 43 были учениками либо студентами, 88 — пенсионерами, а ещё 24 — были неактивны в силу других причин.
На протяжении 2011 года в коммуне числилось 360 облагаемых налогом домохозяйств, в которых проживало 846,5 человек. При этом медиана доходов составила 25609 евро на одного налогоплательщика.

## Достопримечательности (фотогалерея)

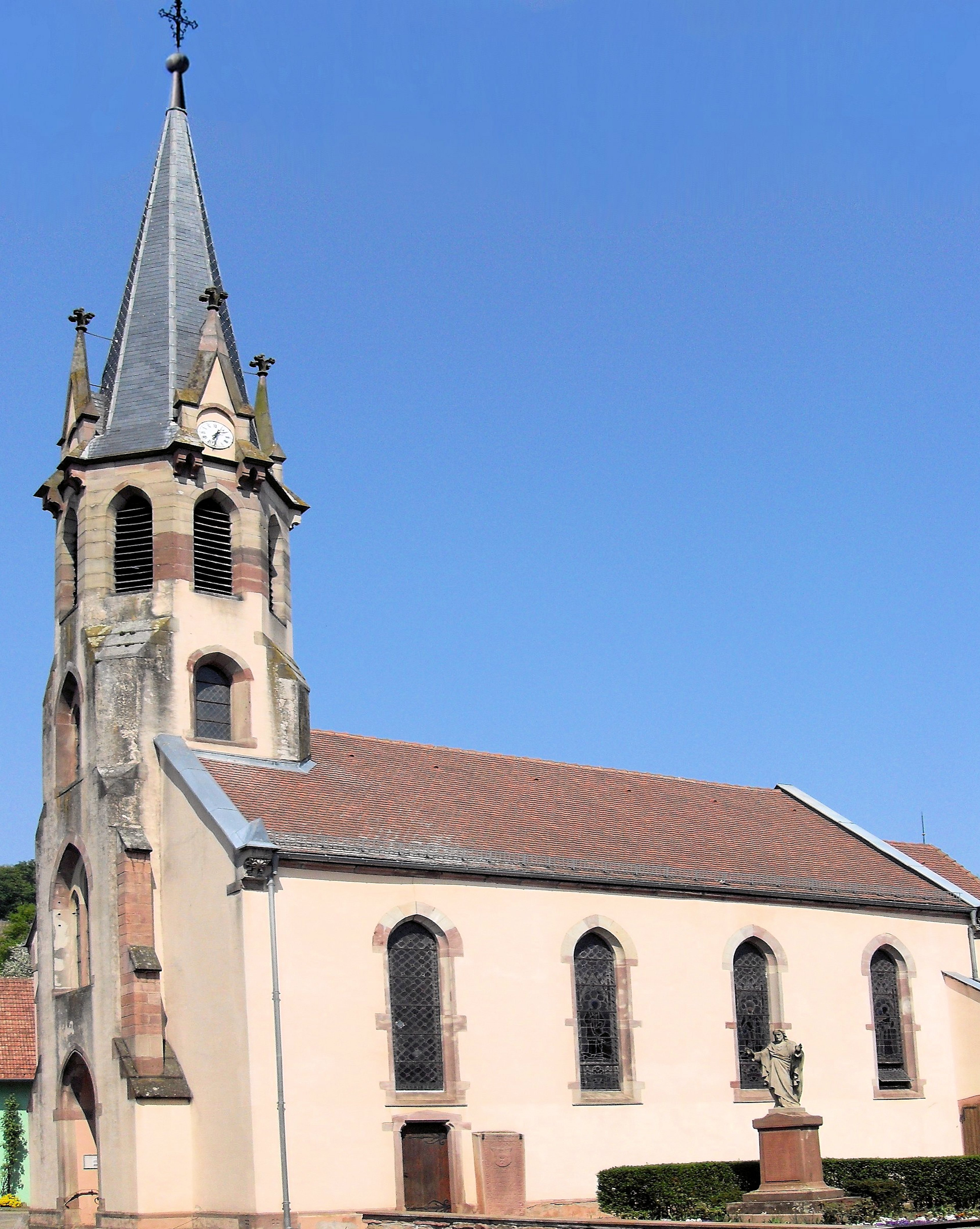
Церковь